# Jordon Ibe
Jordon Ashley Femi Ibe (London, 1995. december 5. –) angol labdarúgó, az Ebbsfleet United középpályása és korosztályos angol labdarúgó-válogatott.

## Pályafutása

### Klubcsapatokban

#### Junior évei
A londoni Southwark kerületben, Bermondseyben született, és a camberwelli Sacred Heart Catholic Schoolba járt. 2007-ben, 12 évesen szerződött a Wycombe Wanderers csapatához a Charlton Athletictől.
A Wycombe labdarúgó akadémiáján nevelkedett, és 2011. augusztus 9-én, 15 évesen és 244 naposan debütált az első csapatban a Colchester United elleni Ligakupa-győzelem alkalmával az Adams Parkban. Október 15-én, 15 évesen és 311 naposan a Hartlepool United elleni győzelem alkalmával pályára lépett, ezzel ő lett a Wycombe eddigi legfiatalabb játékosa, aki pályára lépett az English Football Leagueben. 14 nappal később, a Sheffield Wednesday ellen kezdőként lépett pályára. A mérkőzés során betalált, és bár csapata 2–1-es vereséget szenvedett, ezzel ő lett a Wycombe legfiatalabb gólszerzője a English Football Leagueben. Ibe összesen 11 alkalommal lépett pályára és egyszer betalált a Wanderers színeiben.

#### Liverpool
2011. december 20-án a Premier Leagueben szereplő Liverpool egy meg nem nevezett összegért leigazolta a 16 éves Ibet. Első körben a klub U18-as csapatához került.
2013. március 16-án, a Southampton elleni bajnoki mérkőzésen a kispadra került, viszont nem cserélték be. Két hónappal később, a szezon utolsó mérkőzésén debütált a Premier Leagueben a Queens Park Rangers ellen. A kezdőcsapat tagjaként lépett pályára és egy gólpasszt kiosztott Philippe Coutinhonak.

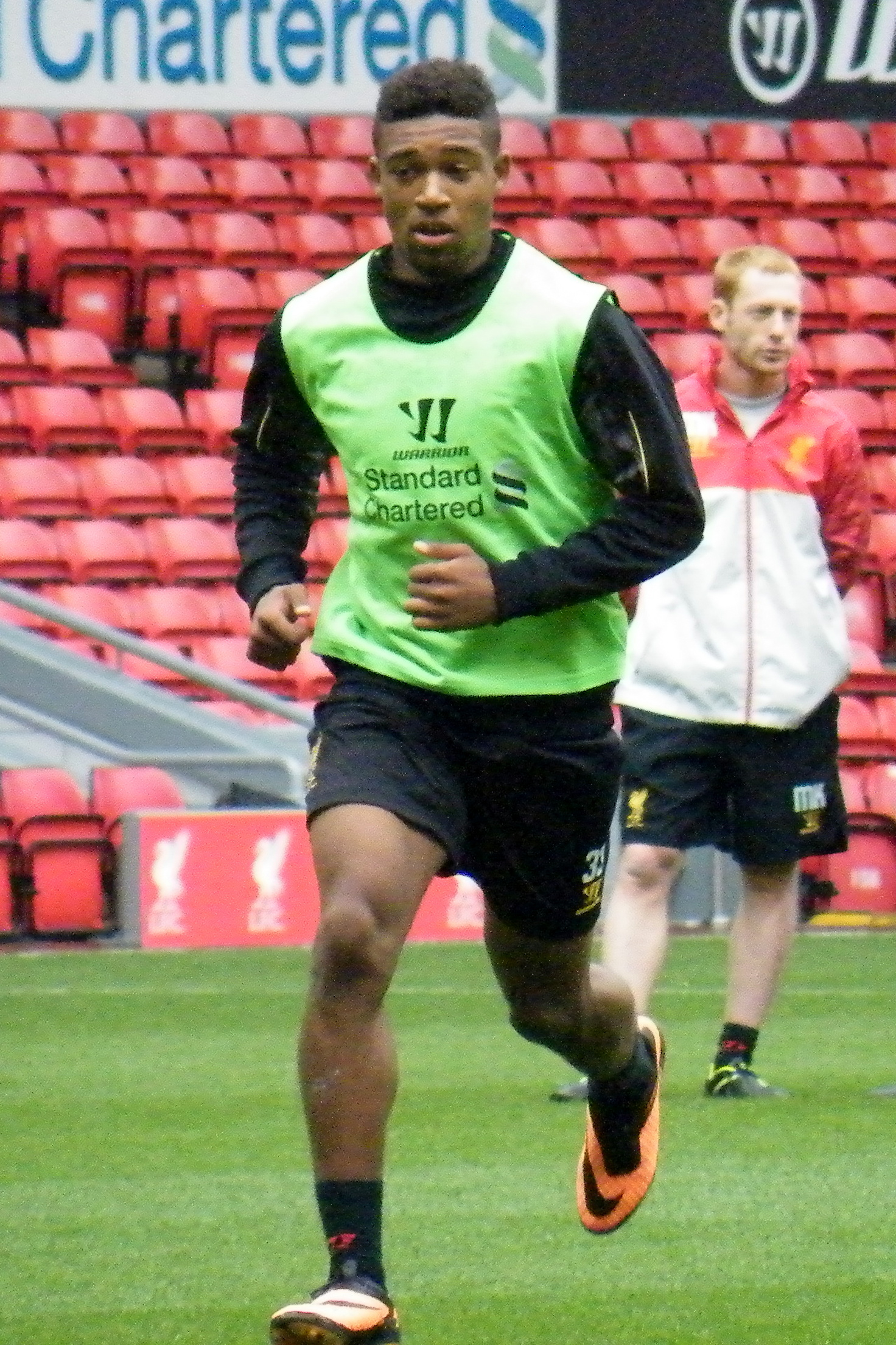
Ibe 2013-ban

A 2013–14-es szezonra megkapta a 33-as mezszámot, miután Jonjo Shelvey a Swansea City csapatához igazolt. Augusztus 27-én kezdett először a szezonban, 120 percet játszott a Notts County ellen 4–2-re megnyert Ligakupa mérkőzésen. 2014. február 8-án másodszor lépett pályára a Premier Leagueben, az Arsenal elleni 5–1-es hazai győzelem alkalmával a 76. percben jött be csereként.
2014. február 21-én a szezon végéig kölcsönbe került a Championshipben szereplő Birmingham Cityhez. Összesen 11 alkalommal lépett pályára az idény során. A Millwall ellen 3–2-re megnyert mérkőzésen 18 méterről szerezte a mérkőzés első gólját. A szezon utolsó mérkőzésén, a Bolton Wanderers elleni 2–2-es döntetlen alkalmával pedig kulcsszerepet játszott abban, hogy csapata végül nem esett ki a harmadosztályba.

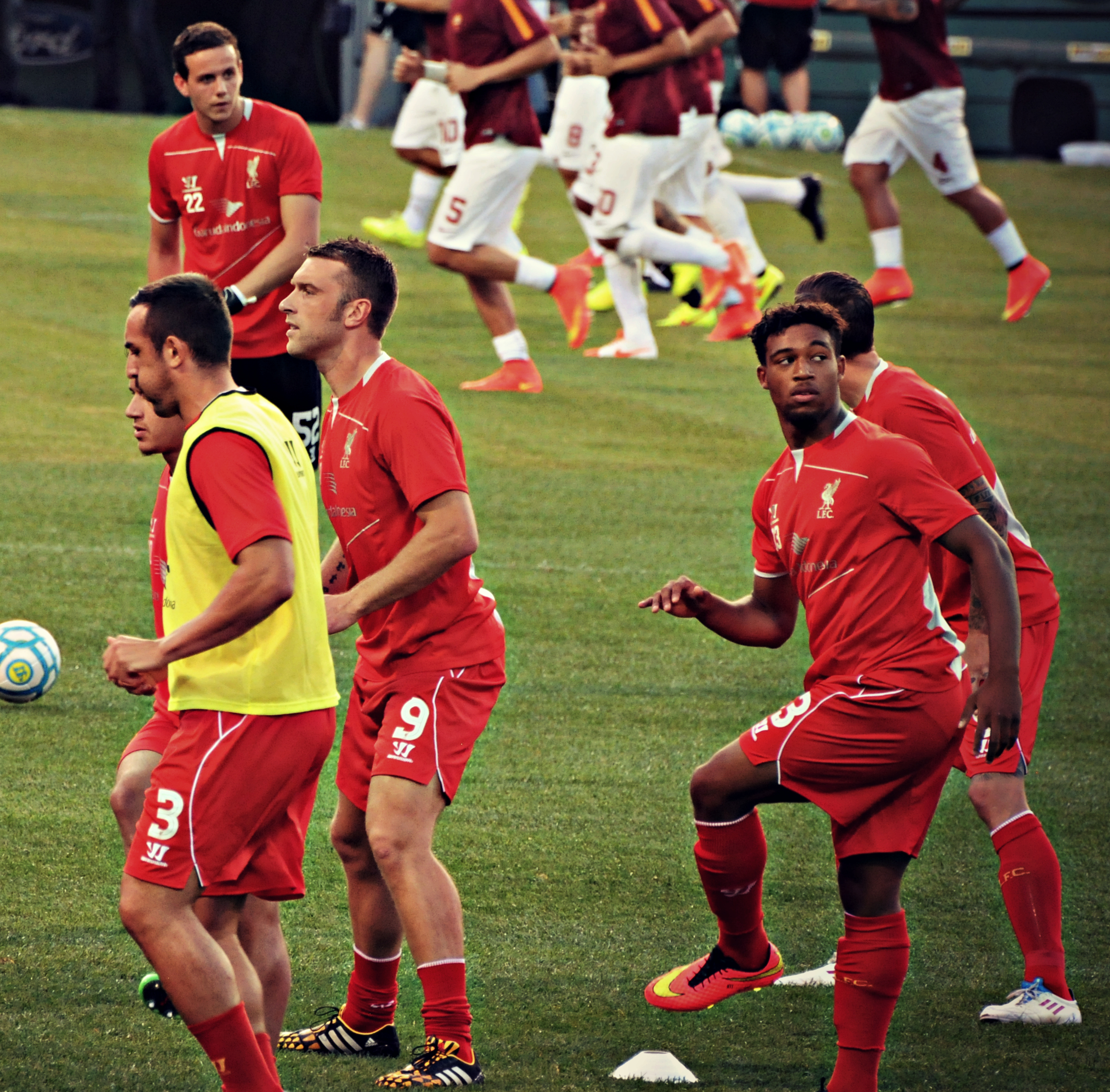
Ibe (jobboldalon) a Liverpool színeiben, 2014-ben

2014. augusztus 29-én egy szezonra kölcsönbe került a Derby County csapatához. Miután 24 mérkőzésen 5 gólt szerzett a Derbyben, 2015. január 15-én visszahívta a Liverpool. Február 7-én, az Everton elleni gól nélküli Mersey-parti rangadón kezdett először az idényben a bajnokságban. A mérkőzés során volt egy lövése, amely a kapufát találta el, emellett kiemelkedően játszott, ezért a meccs emberének választották. Három nappal később ismét a kezdőcsapatban szerepelt a Tottenham Hotspur elleni 3–2-es bajnoki győzelem alkalmával, és részt vett a győztes gól előkészítésében. A Beşiktaş elleni Európa-liga mérkőzésen tizenegyest harcolt ki, amelyet Mario Balotelli értékesített, végül a mérkőzést a Liverpool nyerte 1–0-ra. Április 13-án a Newcastle United ellen 2–0-ra megnyert mérkőzésen tért vissza sérüléséből.
2015. május 21-én meghosszabbította szerződését a Liverpoollal, amely sajtóhírek szerint öt évre szólt.
2015. november 5-én megszerezte első liverpooli gólját, a Rubin Kazany elleni 1–0-s idegenbeli győzelem alkalmával az Európa Liga csoportkörében. 2016. január 5-én, a Ligakupa elődöntő odavágóján a Stoke City ellen csereként beállva szerzett győztes gólt. A szezon utolsó mérkőzésén szerezte első idénybeli Premier League gólját a West Bromwich Albion elleni 1–1-es döntetlen alkalmával.

#### AFC Bournemouth
2016. július 14-én klubrekordot jelentő 15 millió fontért csatlakozott az AFC Bournemouthhoz, amellyel négyéves szerződést írt alá. Sajtóhírek szerint a megállapodásban szerepelt egy visszavásárlási és továbbértékesítési záradék. Első szezonjának első három hónapjában állandó tagja volt a kezdő tizenegynek, de Eddie Howe vezetőedző szerint hiányzott belőle a következetesség, ezért a kispadra került. A Millwall elleni FA-kupa-mérkőzésen tért vissza a csapatba a 11 változtatás egyikeként, azonban csapatával 3–0-ra kikapott. Howe azt nyilatkozta a mérkőzés után, hogy Ibe "nem volt állandó kezdő játékos a csapatban, és ez számára, valamint számunkra is csalódást jelentett. Még mindig úgy érzem, hogy rengeteg potenciál rejlik benne, de nyilvánvalóan ezt ki kell használnia, amikor olyan lehetőségekhez jut, mint a mai". Összesen 26 mérkőzésen lépett pályára az idényben, ebből 13 bajnokin kezdőként, és nem szerzett gólt.
2018. január 14-én szerezte első gólját a Bournemouth színeiben az Arsenal elleni 2–1-es győzelem alkalmával.
2020. június 30-án szerződése lejártával elhagyta a csapatot.

#### Derby County
2020. szeptember 22-én visszatért a Derby Countyhoz, amellyel kétéves szerződést írt alá. Ottléte alatt csak egyszer lépett pályára az első csapatban, és januárban nyilvánosságra hozta, hogy depresszióval küzd. Végül az idény végén közös megegyezéssel felbontotta a szerződését a Derby Countyval.

#### Adanaspor
2022 januárjában három és fél éves szerződést írt alá a török másodosztályban szereplő Adanasporral. Néhány hónappal később úgy hagyta el a klubot, hogy egy mérkőzésen sem lépett pályára.

#### Ebbsfleet United
2023. október 14-én, több mint egy év kihagyás után csatlakozott a National Leagueben szereplő Ebbsfleet United csapatához.

### A válogatottban
2012. október 24-én debütált az angol U18-as válogatottban az Olaszország ellen 2–0-ra megnyert mérkőzésen. 2013. szeptember 5-én debütált az angol U19-es válogatottban az Észtország elleni 6–1-es győzelem alkalmával. A 2014-es U19-es Európa-bajnokság selejtezőjén, a Montenegró U19-es válogatottja ellen 6–0-ra megnyert mérkőzésen mesterhármast szerzett. A 2014–15-ös idény elején mutatkozott be az angol U20-as válogatottban, a Románia ellen 6–0-ra megnyert mérkőzésen.
2015 augusztusában kapott először meghívót az angol U21-es válogatottba.
Ibe az édesapja révén szerepelhet a nigériai válogatottban is. 2015 februárjában a Nigériai labdarúgó-szövetség  megerősítette, hogy figyelik Ibet, és megpróbálják rávenni, hogy a nigériai válogatottban szerepeljen. Augusztusban Nigéria szövetségi kapitánya, Sunday Oliseh személyesen konzultált Ibe-vel, hogy megpróbálja meggyőzni őt a váltásról, de néhány héttel később megerősítette, hogy Ibe az angol válogatottban képzeli el a jövőjét.

## Magánélete
2019 decemberében azzal vádolták, hogy nem állt meg egy baleset után és gondatlanul vezetett, miután autójával, egy Bentley Bentaygával belehajtott egy kávézóba Bromleyban 2019. július 30-án.
2021 januárjában Ibe elárulta, hogy depresszióban szenved, és önmagát úgy jellemezte, mint aki egy "sötét helyen" van.

## Statisztika

### Klubcsapatokban
2024. április 18-i állapot szerint.
| Klub                      | Szezon           | Bajnokság        | Bajnokság | Bajnokság | Kupa  | Kupa  | Ligakupa | Ligakupa | Egyéb | Egyéb | Összes | Összes |
| Klub                      | Szezon           | Liga             | Mérk.     | Gólok     | Mérk. | Gólok | Mérk.    | Gólok    | Mérk. | Gólok | Mérk.  | Gólok  |
| ------------------------- | ---------------- | ---------------- | --------- | --------- | ----- | ----- | -------- | -------- | ----- | ----- | ------ | ------ |
| Wycombe Wanderers         | 2011–12          | League One       | 7         | 1         | 1     | 0     | 2        | 0        | 1     | 0     | 11     | 1      |
| Liverpool                 | 2012–13          | Premier League   | 1         | 0         | 0     | 0     | 0        | 0        | 0     | 0     | 1      | 0      |
| Liverpool                 | 2013–14          | Premier League   | 1         | 0         | 0     | 0     | 1        | 0        | —     | —     | 2      | 0      |
| Liverpool                 | 2014–15          | Premier League   | 12        | 0         | —     | —     | —        | —        | 2     | 0     | 14     | 0      |
| Liverpool                 | 2015–16          | Premier League   | 27        | 1         | 3     | 0     | 5        | 2        | 6     | 1     | 41     | 4      |
| Liverpool                 | Összesen         | Összesen         | 41        | 1         | 3     | 0     | 6        | 2        | 8     | 1     | 58     | 4      |
| Birmingham City (kölcsön) | 2013–14          | Championship     | 11        | 1         | —     | —     | —        | —        | —     | —     | 11     | 1      |
| Derby County (kölcsön)    | 2014–15          | Championship     | 20        | 5         | 1     | 0     | 3        | 0        | —     | —     | 24     | 5      |
| AFC Bournemouth           | 2016–17          | Premier League   | 25        | 0         | 1     | 0     | 0        | 0        | —     | —     | 26     | 0      |
| AFC Bournemouth           | 2017–18          | Premier League   | 32        | 2         | 2     | 0     | 4        | 0        | —     | —     | 38     | 2      |
| AFC Bournemouth           | 2018–19          | Premier League   | 19        | 1         | 1     | 0     | 4        | 2        | —     | —     | 24     | 3      |
| AFC Bournemouth           | 2019–20          | Premier League   | 2         | 0         | 0     | 0     | 2        | 0        | —     | —     | 4      | 0      |
| AFC Bournemouth           | Összesen         | Összesen         | 78        | 3         | 4     | 0     | 10       | 2        | —     | —     | 92     | 5      |
| Derby County              | 2020–21          | Championship     | 1         | 0         | 0     | 0     | 0        | 0        | —     | —     | 1      | 0      |
| Adanaspor                 | 2021–22          | TFF First League | 0         | 0         | —     | —     | —        | —        | —     | —     | 0      | 0      |
| Ebbsfleet United          | 2023–24          | National League  | 1         | 0         | 1     | 0     | —        | —        | 1     | 0     | 3      | 0      |
| Karrier összesen          | Karrier összesen | Karrier összesen | 159       | 11        | 10    | 0     | 21       | 4        | 10    | 1     | 200    | 16     |

Jegyzetek
1. ↑  Mérkőzése(i) a Football League Trophyban
2. 1 2  Mérkőzése(i) az Európa-ligában
3. ↑  Mérkőzése(i) az FA Trophyban

## Fordítás
- Ez a szócikk részben vagy egészben  a   Jordon Ibe című angol Wikipédia-szócikk fordításán alapul.  Az eredeti cikk szerkesztőit annak laptörténete sorolja fel. Ez a jelzés csupán a megfogalmazás eredetét és a szerzői jogokat jelzi, nem szolgál a cikkben szereplő információk forrásmegjelöléseként.